# Maison Anglaise de Gdańsk
La Maison anglaise (en polonais : Dom Angielski ; en allemand : Englisches Haus) est l'un des immeubles bourgeois les plus impressionnants de Gdańsk, en Pologne.

## Histoire
Il a été construit entre 1568 et 1570, dans le style Renaissance, par Hans Kramer (de) de Dresde pour le marchand Dirk Lylge. Il occupait deux parcelles adjacentes, ce qui a permis de construire une façade impressionnante de 15,5 mètres de large et 30 m de haut, sur huit étages, surmontée de quatre pignons et d'une tourelle élancée avec une coupole et une flèche décoratives.
La façade est ornée de riches décorations sculpturales. Des paires de pilastres séparent les paires de fenêtres et les étages sont séparés par des corniches avec des frises végétales décoratives. À l'origine, les détails en pierre de la façade étaient dorés et la façade était recouverte de sgraffites colorés. Les quatre pignons étaient également richement décorés. L'entrée de l'édifice comportait un magnifique portail en forme d'arc de triomphe, flanqué de pilastres avec une colonne saillante au milieu. Le portail présente des caractéristiques communes avec le portail Georgentor du château de Dresde, sur la construction duquel le concepteur avait déjà travaillé. Le sommet de l'édifice est décoré de figures de chevaliers tenant des boucliers avec les armoiries de Dirk Lygle et de son épouse Elizabeth née Rosenberg. L'ensemble au-dessus du tympan était surmonté de la figure d'un ange, après quoi le bâtiment fut initialement appelé la Maison Angélique.
Le premier propriétaire, Dirk Lylge, fit faillite en 1586 et sa maison fut reprise par ses créanciers. Dans les années 1640-1690, une partie du bâtiment, en particulier la grande salle, était utilisée par les marchands anglais et écossais séjournant à Gdańsk, à l'instar de la « Maison anglaise » déjà établie à Hambourg, pour les foires et réunions et c'est de là que vient le nom du bâtiment. Des sources affirment qu'une délégation de la Baltic Company de Londres cherchait déjà en 1622 une installation appropriée à Gdańsk.
Malgré de nombreux témoignages selon lesquels il s'agissait bien de la « Maison anglaise », les sceptiques pensent cependant que le nom a été créé par une corruption du nom original « Maison angélique ».
En 1912, le propriétaire a envisagé de démolir l'immeuble, c'est pourquoi l'Association pour la préservation des monuments et de l'art de Gdańsk a organisé une collecte publique d'argent pour l'acheter, à laquelle la ville s'est jointe et l'a acquise. En 1912, Carl Weber réalisa un inventaire du bâtiment et prépara un projet pour la reconstruction de la façade. Dans les années 1927-1928, la façade a été restaurée. En 1945, le bâtiment a été détruit, seuls les quatre étages inférieurs de la façade avec le portail ont survécu. En 1957, l’immeuble a été reconstruit, en conservant les parties et les fragments survivants des murs latéraux selon les plans de l’architecte Kazimierz Orłowski. La façade a été reconstruite dans les années 1970, mais l’intérieur n’a pas été reconstitué. En 2017, la palette de couleurs de la façade a été recréée avec des éléments décoratifs dorés.
Actuellement, la « Maison anglaise » abrite la Maison des étudiants et la Faculté de graphisme de l'Académie des Beaux-Arts de Gdańsk.

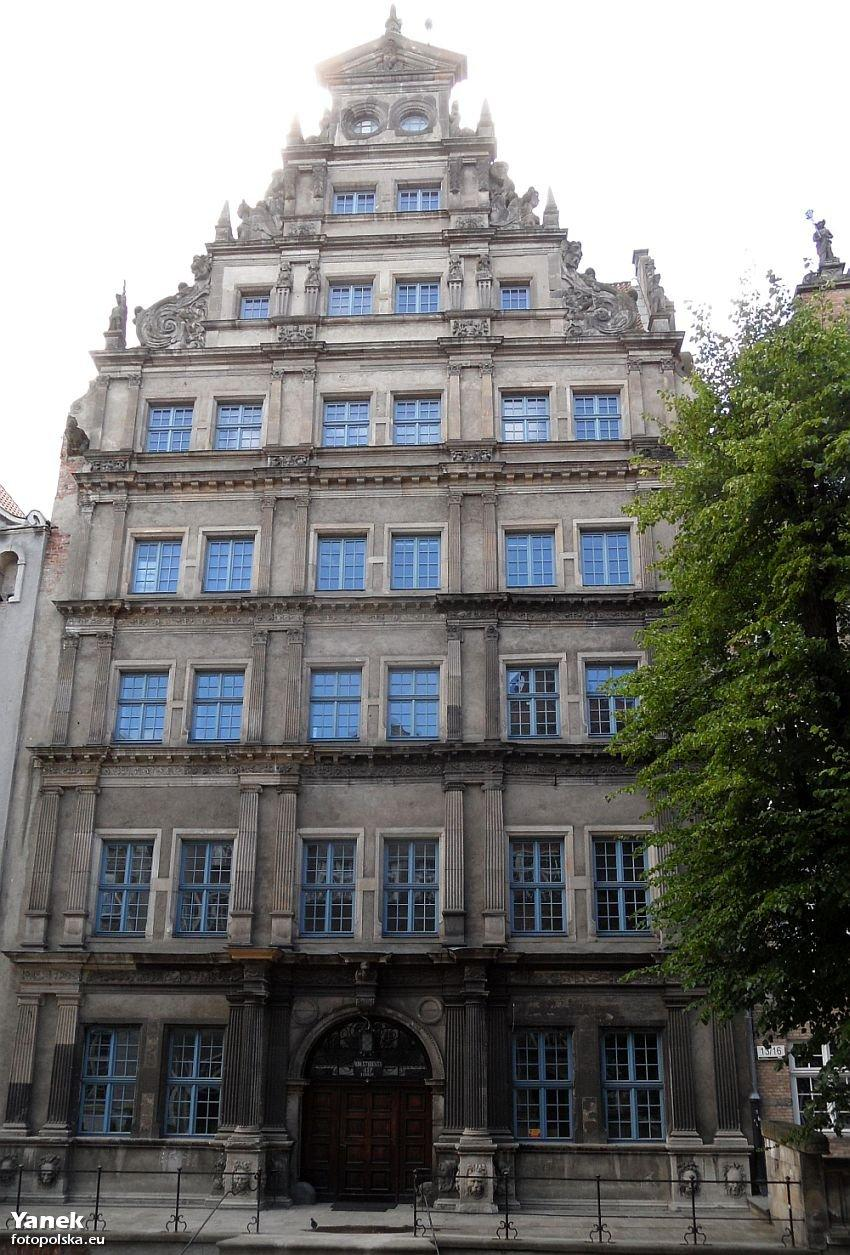
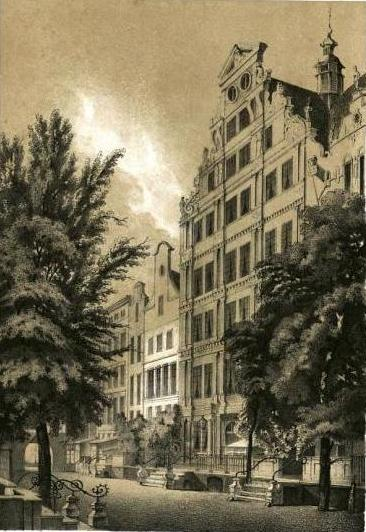
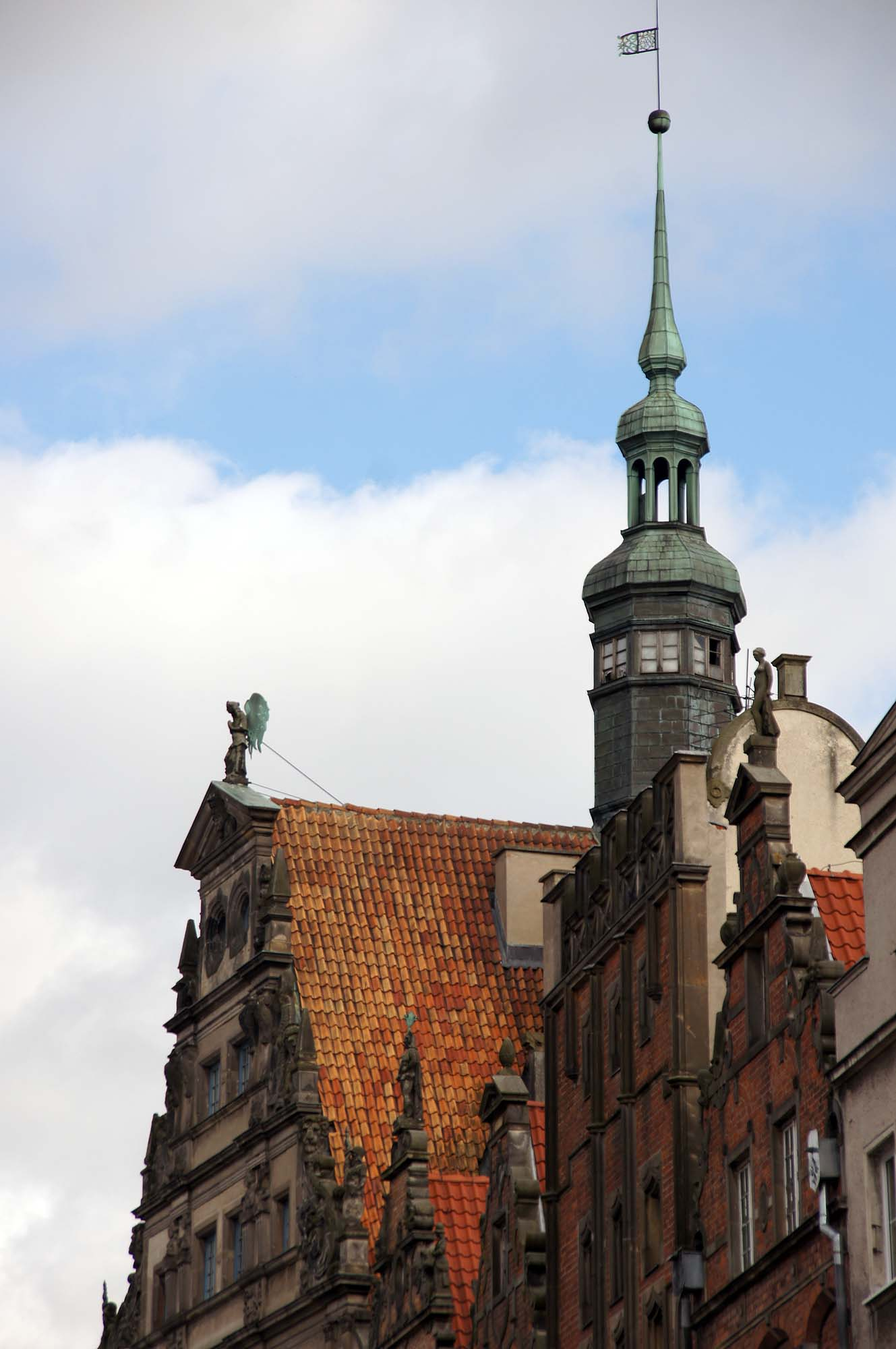